# Michele Anzalone
Michele Anzalone (Castrogiovanni, 1º novembre 1912 – Bologna, giugno 1984) è stato uno scrittore italiano conosciuto principalmente per la sua opera “Favole a Castroforte”.

## Biografia
Michele Anzalone era nato a Castrogiovanni (l'odierna Enna) il 1º novembre 1912. Ha vissuto e lavorato a Bologna, dove ha esercitato la professione di medico e di docente.
Ha alternato il suo impegno nella professione con la sua passione per la letteratura.
È morto a Bologna nel giugno del 1984.

## Opera
Ha pubblicato diversi libri di narrativa come “Tra poco è giorno”, “Il sasso e l'erba”, “Finché c'è luce”.
Fra le sue opere di maggior pregio “Favole a Castroforte” in cui, tra storia e favola, racconta vicende, episodi pubblici e familiari della città di Enna in cui nacque e ove trascorse gli anni della primissima gioventù.

### Titoli
- Tra poco è giorno, 1972;
- Nozioni di patologia respiratoria, Esculapio, Bologna, 1972;
- Il sasso e l'erba, Longo, Ravenna, 1974;
- Finché c'è luce, Forum, 1975;
- Negli orti della regina, M. Boni, 1977;
- Favole a Castroforte, Città armoniosa, Reggio Emilia, 1979;
- L'umana compagnia, Città armoniosa, Reggio Emilia, 1982.

## Premi e riconoscimenti
Ha ricevuto, nel 1983, il Premio Napoli per L'umana compagnia (1982).

Gli è stato assegnato il premio Euno, dal Kiwanis Club di Enna, alla sua prima edizione nel 1985.